# Grand Prix automobile d'Autriche 1975
Résultats du Grand Prix automobile d'Autriche de Formule 1 1975 qui a eu lieu sur l'Österreichring le 17 août 1975.

## Classement
| Pos  | N° | Pilote             | Écurie                | Tours | Temps/Abandon    | Grille | Points |
| ---- | -- | ------------------ | --------------------- | ----- | ---------------- | ------ | ------ |
| 1    | 9  | Vittorio Brambilla | March-Ford            | 29    | 57 min 56 s 69   | 8      | 4.5    |
| 2    | 24 | James Hunt         | Hesketh-Ford          | 29    | + 27 s 03        | 2      | 3      |
| 3    | 16 | Tom Pryce          | Shadow-Ford           | 29    | + 34 s 85        | 15     | 2      |
| 4    | 2  | Jochen Mass        | McLaren-Ford          | 29    | + 1 min 12 s 66  | 9      | 1.5    |
| 5    | 5  | Ronnie Peterson    | Lotus-Ford            | 29    | + 1 min 23 s 33  | 13     | 1      |
| 6    | 12 | Niki Lauda         | Ferrari               | 29    | + 1 min 30 s 28  | 1      | 0.5    |
| 7    | 11 | Clay Regazzoni     | Ferrari               | 29    | + 1 min 39 s 07  | 5      |        |
| 8    | 3  | Jody Scheckter     | Tyrrell-Ford          | 28    | + 1 tour         | 10     |        |
| 9    | 1  | Emerson Fittipaldi | McLaren-Ford          | 28    | + 1 tour         | 3      |        |
| 10   | 18 | John Watson        | Surtees-Ford          | 28    | + 1 tour         | 18     |        |
| 11   | 4  | Patrick Depailler  | Tyrrell-Ford          | 28    | + 1 tour         | 7      |        |
| 12   | 31 | Chris Amon         | Ensign-Ford           | 28    | + 1 tour         | 23     |        |
| 13   | 25 | Brett Lunger       | Hesketh-Ford          | 28    | + 1 tour         | 17     |        |
| 14   | 7  | Carlos Reutemann   | Brabham-Ford          | 28    | + 1 tour         | 11     |        |
| 15   | 23 | Tony Brise         | Hill-Ford             | 28    | + 1 tour         | 16     |        |
| 16   | 22 | Rolf Stommelen     | Hill-Ford             | 27    | + 2 tours        | 25     |        |
| 17   | 29 | Lella Lombardi     | March-Ford            | 26    | + 3 tours        | 21     |        |
| Nc.  | 33 | Roelof Wunderink   | Ensign-Ford           | 25    | Non Classé       | 27     |        |
| Abd. | 32 | Harald Ertl        | Hesketh-Ford          | 23    | Panne électrique | 26     |        |
| Abd. | 21 | Jacques Laffite    | Williams-Ford         | 21    | Tenue de route   | 12     |        |
| Abd. | 8  | Carlos Pace        | Brabham-Ford          | 17    | Moteur           | 6      |        |
| Abd. | 20 | Jo Vonlanthen      | Williams-Ford         | 14    | Moteur           | 28     |        |
| Abd. | 10 | Hans-Joachim Stuck | March-Ford            | 10    | Accident         | 4      |        |
| Abd. | 17 | Jean-Pierre Jarier | Shadow-Matra          | 10    | Injection        | 14     |        |
| Abd. | 14 | Bob Evans          | British Racing Motors | 2     | Moteur           | 24     |        |
| Abd. | 27 | Mario Andretti     | Parnelli-Ford         | 1     | Accident         | 19     |        |
| Nc.  | 28 | Mark Donohue       | March-Ford            | 0     | Accident mortel  | 20     |        |
| Nc.  | 6  | Brian Henton       | Lotus-Ford            | 0     | Accident         | 22     |        |
| Nq.  | 35 | Tony Trimmer       | Maki-Ford             |       | Non qualifié     |        |        |
| Nq.  | 30 | Wilson Fittipaldi  | Copersucar-Ford       |       | Non qualifié     |        |        |

Légende :
- Nc.= Non classé
- Abd.=Abandon

## Pole position et record du tour
- Pole position : Niki Lauda en 1 min 34 s 85 (vitesse moyenne : 224,350 km/h).
- Tour le plus rapide : Vittorio Brambilla en 1 min 53 s 90 (vitesse moyenne : 186,827 km/h).

## Tours en tête
- Niki Lauda : 14 (1-14)
- James Hunt : 4 (15-18)
- Vittorio Brambilla : 11 (19-29)

## À noter
- 1re victoire pour Vittorio Brambilla.
- 2e victoire pour March en tant que constructeur.
- 86e victoire pour Ford Cosworth en tant que motoriste.
- Dernière apparition en Grand prix pour Mark Donohue. Victime d'un accident lors des essais du Grand Prix et forfait pour la course, ce qui apparut comme un accident bénin se transforme en hémorragie cérébrale et provoque son décès le 19 août.
- La course a été arrêtée au bout de 29 tours au lieu des 54 tours prévus à cause de la pluie. Surpris par la vision du drapeau à damier signifiant sa victoire, Brambilla, qui était en pleine accélération sur la ligne d'arrivée, ralentit brusquement, ce qui le fait déraper en direction des barrières de sécurité.